# ربيعة بن طريف العنبري
ربيعة بن طريف بن تميم بن عمرو بن عبد الله العنبري التميمي (35 ق هـ - 5 هـ / 587م - 627م) فارس وشاعر من فرسان العرب في العصر الجاهلي، وهو ابن طريف بن تميم فارس بني عمرو بن تميم، شهد الحروب والأيام بين قومه وبين قبائل ربيعة وله في ذلك أشعار، وقد جاء عنه في معجم شعراء العرب: «ربيعة بن طريف بن تميم العنبري قد اشترك في كثير من أيام تميم وحروبها».

## نسبه
- هو ربيعة بن طريف بن تميم بن عمرو بن عبد الله بن عمرو بن جندب بن العنبر بن عمرو بن تميم بن مُر بن أد بن عمرو بن إلياس بن مضر العنبري التميمي.[2]
- أبوه هو الفارس طريف بن تميم قال أبو عبيدة: «طريف بن تميم العنبري فارس بني عمرو بن تميم» وعده ضمن فرسان العرب المعدودين.[3] وكان طريف سيداً، فارساً، شجاعاً قال أبو عبد الله بن الأعرابي: طريف بن تميم العنبري كان يسمى ملقي القناع لأنه أول من ألقى القناع بعكاظ وقال من شاء فليطلبني، وكان فرسان العرب يتقنعون مخافة الثأر أو الطلب.[4] وذكر ابن عساكر عن مصعب بن ثابت بن عبد الله بن الزبير قال: كان طريف بن تميم العنبري يُعد بألف فارسٍ من فرسان العرب.[5]

## شعره
- شهد مع والده وقومه يوم غول الأول الذي انتصرت فيه قبائل بني عمرو بن تميم على بكر بن وائل وأجلوهم عن بعض ديارهم وأخذوها منهم، فقال ربيعة بن طريف العنبري مفتخراً:[6]

- وشهد أيضاً مع قومه يوم النباج حين أوقعت قبائل تميم بقبائل ربيعة وأجلوهم عن النباج وثيتل[7] فقال ربيعة بن طريف يمدح قيس بن عاصم التميمي وكان قائد تميمٍ في هذا اليوم:[8][9]

قال ياقوت الحموي في معجم البلدان: «يوم النباج وهو يوم مشهور أغار فيه قيس بن عاصم على بكر بن وائل واستباحهم».